# Editor hexadecimal

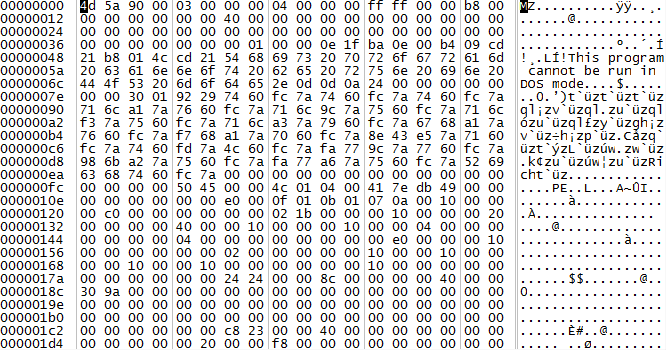
O editor hexadecimal Frhed, editando a si mesmo

Editor hexadecimal, também conhecido como editor hex, é um tipo de programa de computador que permite um usuário manipular arquivos editando bytes em hexadecimal, decimal ou octal. 
Um editor hexadecimal geralmente é utilizado para modificar arquivos binário, já que se tem a capacidade de alterar cada byte do arquivo.
Diferentemente de um editor de texto que manipula cada byte do arquivo como um caractere em texto.
Técnicas como ROM hacking são feitas usando de editores hexadecimais para traduzir jogos ou muitas vezes implementar outras modificações no mesmo.
Na engenharia reversa pode ser utilizado para fazer modificações simples ou obter informações básicas de um software. Porém é normalmente preferido utilizar ferramentas mais potentes como o HT editor.